# Parafia Ścięcia św. Jana Chrzciciela w Chojnicy-Morasku
Parafia pw. Ścięcia Świętego Jana Chrzciciela w Chojnicy-Morasku – parafia rzymskokatolicka znajdująca się w archidiecezji poznańskiej w dekanacie Poznań-Piątkowo. Erygowana w XI/XII wieku w nieistniejącej już wsi Chojnica; w 1945 przeniesiona do Moraska – obecnie dzielnicy Poznania. W 1952 siedziba parafii przeniesiona została do Suchego Lasu, gdzie rozpoczęto budowę nowego kościoła przy ul. Bogusławskiego. W dniu 1 września 2014 roku decyzją księdza arcybiskupa Stanisława Gądeckiego w Suchym Lesie erygowano oddzielną parafię pw. Najświętszego Serca Pana Jezusa. Terytorialnie parafia obejmuje dzielnice Morasko i Radojewo. Proboszczem jest ks. Matei Catargiu TChr.